# Lost in Florence - Un'estate a Firenze
Lost in Florence - Un'estate a Firenze (Lost in Florence), precedentemente intitolato Il turista (The tourist), è un film del 2017 diretto da Evan Oppenheimer. L'opera ha come una delle tematiche centrali il calcio storico fiorentino, un antesignano del gioco del calcio.

## Trama
Eric Lombard si trasferisce momentaneamente a Firenze dalla sorella dopo una rottura sentimentale. Spinto poi dal cognato, inizia ad appassionarsi al calcio fiorentino, nonché ad una ragazza del posto fidanzata però proprio con il capitano della sua squadra.

## Produzione
Il film è ambientato interamente a Firenze, in Italia. Le riprese sono durate circa quattro settimane, dal 9 giugno del 2014 fino a circa il 10 luglio dello stesso anno.